# Новогрудский эскадрон
Новогрудский эскадрон (бел. Наваградскі конны эскадрон) — коллаборационистское добровольческое военное подразделение в составе Вермахта, сформированное из числа белорусских националистов в годы Великой Отечественной войны.

## История
Решение о создании этого формирования было принято в ноябре 1943 года, по инициативе комиссара Новогрудского округа Вильгельма Трауба, который лояльно относился к деятельности белорусских националистов и намерен был использовать данное формирование в борьбе против советских и польских партизан. Уже в ноябре 1943 немцы доставили вооружение и обмундирование.
Основой формирования стала белорусская молодежь из числа семинаристов, воспитанников Бориса Рогули. Офицерами нового формирования стали бывшие офицеры польской армии, а также Русской императорской армии. Командиром подразделения стал капитан Борис Рогуля, который подчинялся лично генеральному комиссару фон Готтбергу.
К концу 1943 года организация эскадрона была окончена. На первом этапе в его составе было 3 взвода, по 50 человек в каждом, которые должны были стать основой батальона.
Все кавалеристы получили стандартную немецкую форму, на которую была прикреплена нашивка в виде белорусского бело-красно-белого флага. Официальным штандартом эскадрона была «Погоня» с гербом Новогрудка. Все бойцы были вооружены штатным стрелковым оружием — винтовками и карабинами советского образца. Каждый взвод имел несколько ручных пулеметов, а также станковых «Максим» и «Дегтярев». В начале 1944-го эскадрон имел на вооружении минометы и противотанковую артиллерию.
25 марта 1944 года, в годовщину провозглашения БНР, Новогрудский эскадрон принял присягу на верность белорусскому народу. Однако, это была формальность, так как бойцы эскадрона с самого начала формирования подразделения в 1943 уже участвовали в операциях против советских и польских партизан. Первые 4 месяца 1944 года прошли в постоянных стычках с советскими партизанами.
В начале июля 1944 Борис Рогуля свернул деятельность эскадрона, с небольшой группой выдвинулся на Запад.